# سیارک ۹۴۹۳
سیارک ۹۴۹۳ (به انگلیسی: 9493 Enescu، نامگذاری:3100T-1) نه هزار و چهارصد و نود و سومین سیارک کشف شده‌است که در ۲۶ مارس ۱۹۷۱ کشف شد.
قدر مطلق سیارک برابر ۱۳٫۸۰ است.